# Anne Beaumanoir
Anne Beaumanoir, (nota anche come  Annette Roger) (Guildo, 30 ottobre 1923 – Quimper, 4 marzo 2022), è stata una neurologa e neurofisiologa francese, pioniera delle applicazioni dell'elettroencefalografia in epilettologia. Per il suo aiuto agli ebrei in Bretagna durante la seconda guerra mondiale, fu riconosciuta (e lo furono anche i suoi genitori) come Giusta tra le Nazioni da Yad Vashem. Militante comunista coinvolta nella Resistenza francese durante la seconda guerra mondiale, fu imprigionata per aver sostenuto il FLN nella guerra d'Algeria.

## Biografia
Anne Beaumanoir nacque il 30 ottobre 1923 in Bretagna, a Créhen nella Côtes-du-Nord; altre fonti dicono che nacque a Guildo (oggi comune di Saint-Cast-le-Guildo), vicino a Dinan. Proveniva da un ambiente modesto. Suo padre, Jean Beaumanoir, ex corridore del Tour de France, aprì un negozio di biciclette e piccole macchine agricole.. Sposò Marthe Brunet, figlia di contadini. Jean e Marthe Beaumanoir diventarono ristoratori. Anne frequentò la scuola secolare, prima di essere mandata al collegio di Dinan.

### Combattente della Resistenza
Durante la seconda guerra mondiale, Anne Beaumanoir era una studentessa di medicina e un'attivista comunista clandestina. Incontrò "Roland" (Rainer Juresthal) che divenne il suo compagno, lei diventò un'attivista della Gioventù Comunista, svolse missioni per la Resistenza e trasportò posta clandestina..
Gli amici dei suoi genitori la avvertirono un giorno di gennaio del 1944 che la notte seguente avrebbe avuto luogo un rastrellamento nel 13º arrondissement di Parigi, e le fu chiesto di avvertire una signora, Victoria, che nascondeva una famiglia ebrea. Anne Beaumanoir andò a casa di Victoria, poi dalla famiglia ebrea, i Lisopravski; ma non riuscì a convincerli tutti a seguirla con urgenza, solo i due bambini, Daniel e Simone, partirono con lei.
Portò i bambini in un nascondiglio dove si trovavano molti membri della Resistenza. Ma la Gestapo si impadronì del nascondiglio poco dopo, probabilmente sulla base di una denuncia, e arrestò tutti i combattenti della resistenza tranne il capo che riuscì a fuggire attraverso i tetti con i due bambini. Anne Beaumanoir non era a Parigi in quel momento; quando tornò, portò i due bambini fuori dal nascondiglio temporaneo in cui erano stati collocati, non ritenendoli al sicuro, e li portò a casa dei suoi genitori in Bretagna, nella loro casa di Dinan.
A Dinan, suo padre Jean Beaumanoir fu interrogato dalla polizia che sospettava la sua partecipazione alla Resistenza, ma lo rilasciò per mancanza di prove. Sua madre, Marthe Beaumanoir, nascose i bambini in due luoghi diversi per due settimane, poi con il marito li accolse nella loro casa per quasi un anno. Dopo la Liberazione, i due bambini salvati rimasero in contatto con Anne Beaumanoir e i suoi genitori.
Anne Beaumanoir fu inviata nella Zona Sud nel febbraio 1944 dalla leadership comunista. Svolse missioni per la Resistenza, nelle regioni di Lione e Marsiglia. Rappresentò i comunisti all'interno del Movimento Unito di Resistenza (MUR) della zona meridionale.

### Dopoguerra: medico, attivista
Dopo la guerra, Anne Beaumanoir riprese i suoi studi di medicina a Marsiglia e divenne neurologa. Sposò un medico, Jo Roger, ed ebbero tre figli. Non essendo più d'accordo con il Partito Comunista, lasciò il partito nel 1955. A Marsiglia incontrò i preti operai e il loro lavoro sociale con gli algerini.
A Parigi si occupò di ricerca medica. Si schierò con l'FLN algerino e lo aiutò, il che la portò ad essere arrestata e condannata nel 1959 a dieci anni di carcere. Nel carcere di Baumettes, fu prima messa in isolamento, poi incaricata di insegnare ai detenuti l'alfabetizzazione e di scrivere le loro lettere. Essendo incinta, fu provvisoriamente rilasciata per partorire. Dopo la nascita di suo figlio, fuggì e partì per la Tunisia. Arruolata nell'esercito algerino, prese il posto di Frantz Fanon come neuropsichiatra.
Dopo gli accordi di Evian e la fine della guerra d'Algeria, Anne Beaumanoir divenne membro del gabinetto del ministro della Sanità nel governo di Ben Bella. Quando Ben Bella fu rovesciato nel 1965, lei riparò in Svizzera, dove divenne direttrice del dipartimento di neurofisiologia dell'Ospedale universitario di Ginevra.
In pensione, visse a volte a Saint-Cast-le-Guildo in Bretagna, suo villaggio natale, a volte a Dieulefit nella Drôme. Scrisse un'autobiografia, Il fuoco della memoria, la resistenza, il comunismo e l'Algeria, 1940-1965, che pubblicò nel 2000 con Bouchène e che venne ripubblicata nel 2009. Lanciò un appello per accogliere i rifugiati siriani.
Nel 2020 fece parte del Consiglio Nazionale della Nuova Resistenza (CNNR). in qualità di co-presidente onorario. Partecipò alla stesura dell'opera collettiva Resistons ensemble, pour que renaissance des jours heureux, che venne pubblicato il 27 maggio 2020, data della Giornata Nazionale della Resistenza.
Anne Beaumanoir morì all'età di 98 anni il 4 marzo 2022 a Quimper, nel Finistère.

## Riconoscimenti
Anne Beaumanoir è stata riconosciuta come Giusta tra le Nazioni il 27 agosto 1996 dall'Istituto Yad Vashem, contemporaneamente ai suoi genitori Jean e Marthe Beaumanoir.

## Opere
- Anne Beaumanoir, Il fuoco della memoria. La Résistance, le communisme et l'Algérie, 1940-1965, Parigi e Saint-Denis, edizioni Bouchène, 2000; ristampato nel 2009
- Anne Beaumanoir e Joseph Roger, Une histoire de l'épileptologie francophone, Montrouge, J. Libbey Eurotext, 2007

## Documentari audiovisivi

### Radio
- Resistenza, ma dove sono finiti i giorni felici? (episodio 2), Le Cours de l'histoire, Francia Cultura, grande testimone: Annette Beaumanoir, 2 giugno 2020.

### Televisione
- Un vie d'Annette, documentario di Denis Robert e Nina Robert, 2016,[4][14][15] coprodotto da Citizen Films e France 31.